# Alessano
Alessano est une commune italienne de la province de Lecce, dans la région des Pouilles.
Située dans le bas Salento, à 57 km de Lecce. Dans le passé, elle jouait un rôle prépondérant sur toute la région de Capo di Leuca ; elle était le siège d'un diocèse jusqu'en 1818 et le chef-lieu du département.

## Administration
| Période                                  | Période    | Identité          | Étiquette           | Qualité |
| ---------------------------------------- | ---------- | ----------------- | ------------------- | ------- |
| 13/05/2001                               | 16/05/2011 | Luigi Nicolardi   | Partito Democratico |         |
| 16/05/2011                               | En cours   | Osvaldo Stendardo | (liste civique)     |         |
| Les données manquantes sont à compléter. |            |                   |                     |         |

### Hameaux
Elle comprend le village de Montesardo et la municipalité côtière de Marina di Novaglie.

### Communes limitrophes
Castrignano del Capo, Corsano, Gagliano del Capo, Morciano di Leuca, Presicce, Salve, Specchia, Tiggiano, Tricase.

## Géographie
Le territoire de la commune d'Alessano, qui couvre une superficie de 28,69 km², se trouve au pied des collines de la Serra dei Cianci, dans la région du bas Salento. La ville est située à 134 mètres au-dessus du niveau de la mer ; le point le plus élevé atteint 185 mètres au-dessus du niveau de la mer.
La commune est située en zone 4 (faible sismicité) selon la classification sismique italienne, via l'ordonnance PCM n° 3274 du 20/03/2003.

### Climat
Alessano fait partie de la région du bas Salento, qui a un climat typiquement méditerranéen, avec des hivers doux et des étés chauds et humides. Selon les moyennes de référence, la température moyenne du mois le plus froid, janvier, est d'environ +9 °C, tandis que celle du mois le plus chaud, août, est d'environ +25,1 °C. Les précipitations annuelles moyennes sont d'environ 676 mm, avec un minimum au printemps-été et un pic en automne-hiver.

## Histoire
Selon la légende, la commune aurait été fondée par l'empereur byzantin Alessano à Alexius I Comnenus. Cependant, aucun document officiel ne permet d'attester de manière certaine des origines de la ville.
Du XVe au XVIe siècle, la ville fut placée sous la coupe de plusieurs familles nobles. Ces dernières contribuèrent à l'essor économique d'Alessano, qui devint une place commerciale d'importance. C'est à cette période que furent construits plusieurs des palais de style renaissance qui sont encore visible aujourd'hui.
Jusqu'en 1818, la ville fut un siège épiscopal.

## Culture locale et patrimoine

### Lieux et monuments

#### Architecture religieuse

##### Église madre di San Salvatore
Cet édifice date de la seconde moitié du XVIIIe siècle et a été construit pour remplacer l'ancienne cathédrale romane édifiée entre 1150 et 1200. 

En 1755, l'évêque Dionisio Latomo Massa décide d'ériger une nouvelle cathédrale. L'architecte Felice De Palma, qui était chargé des travaux, planifia de détruire l'intégralité du bâtiment, à l'exception du clocher. La construction de l'église a duré plus de quatre-vingts ans et elle n'a été rouverte qu'en 1845. Entre-temps, avec la suppression du diocèse d'Alessano en 1818, elle fut replacée au rang de collégiale.

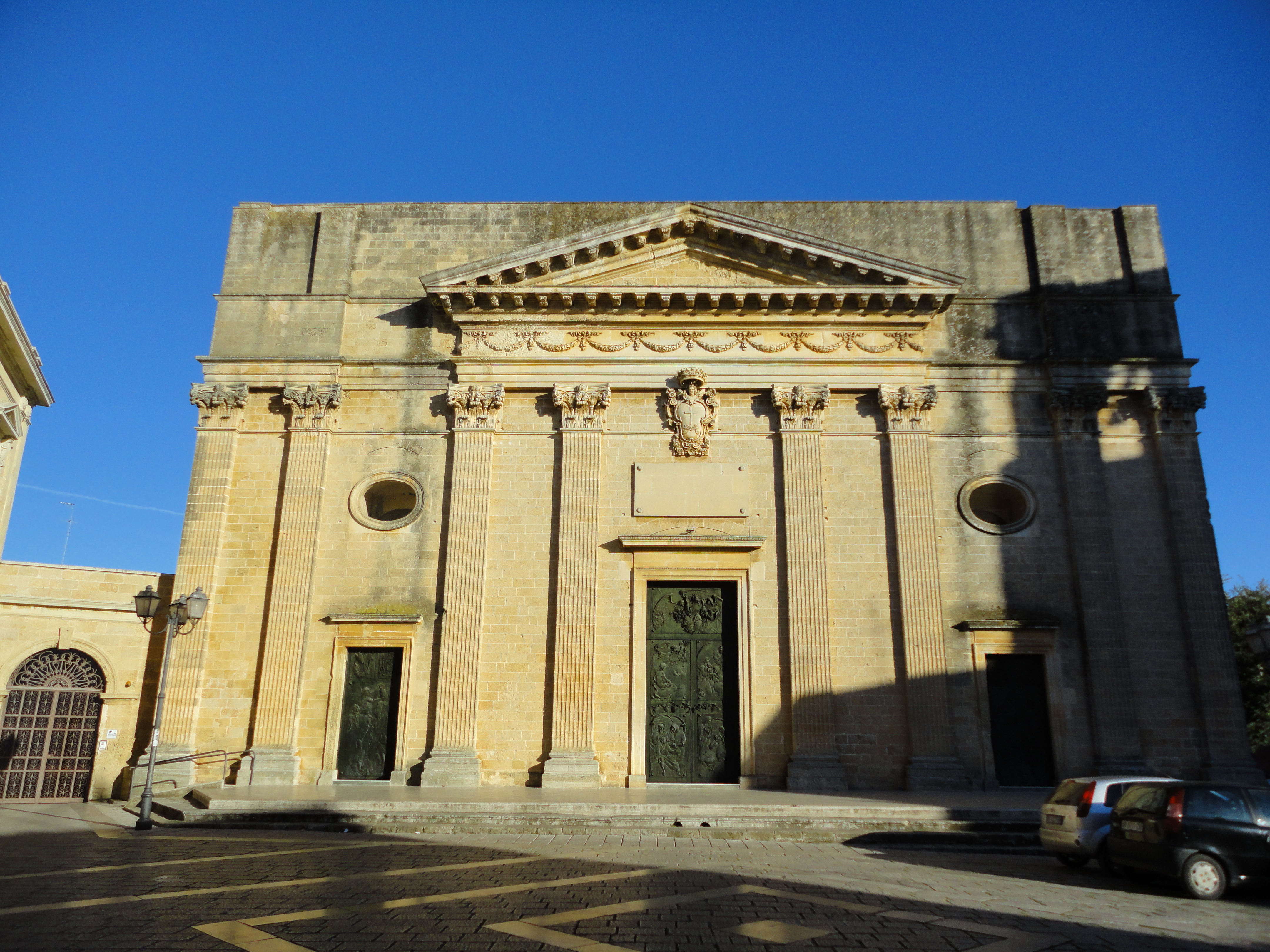
La collégiale d'Alessano.

##### Église Sant'Antonio
Cet édifice, consacré à Saint Antoine de Padoue fut érigé entre la fin du XVIe siècle et le début du XVIIe siècle. Une épigraphe interne datant de 1671 en fait l'un des plus anciens bâtiments d'Alessano. A côté de l'église se trouvent encore quelques pièces du Couvent des Frères Mineurs Conventuels, dont l'église faisait partie. Il fut supprimé en 1809. Elle est actuellement le siège de la Congrégation du Rosaire.

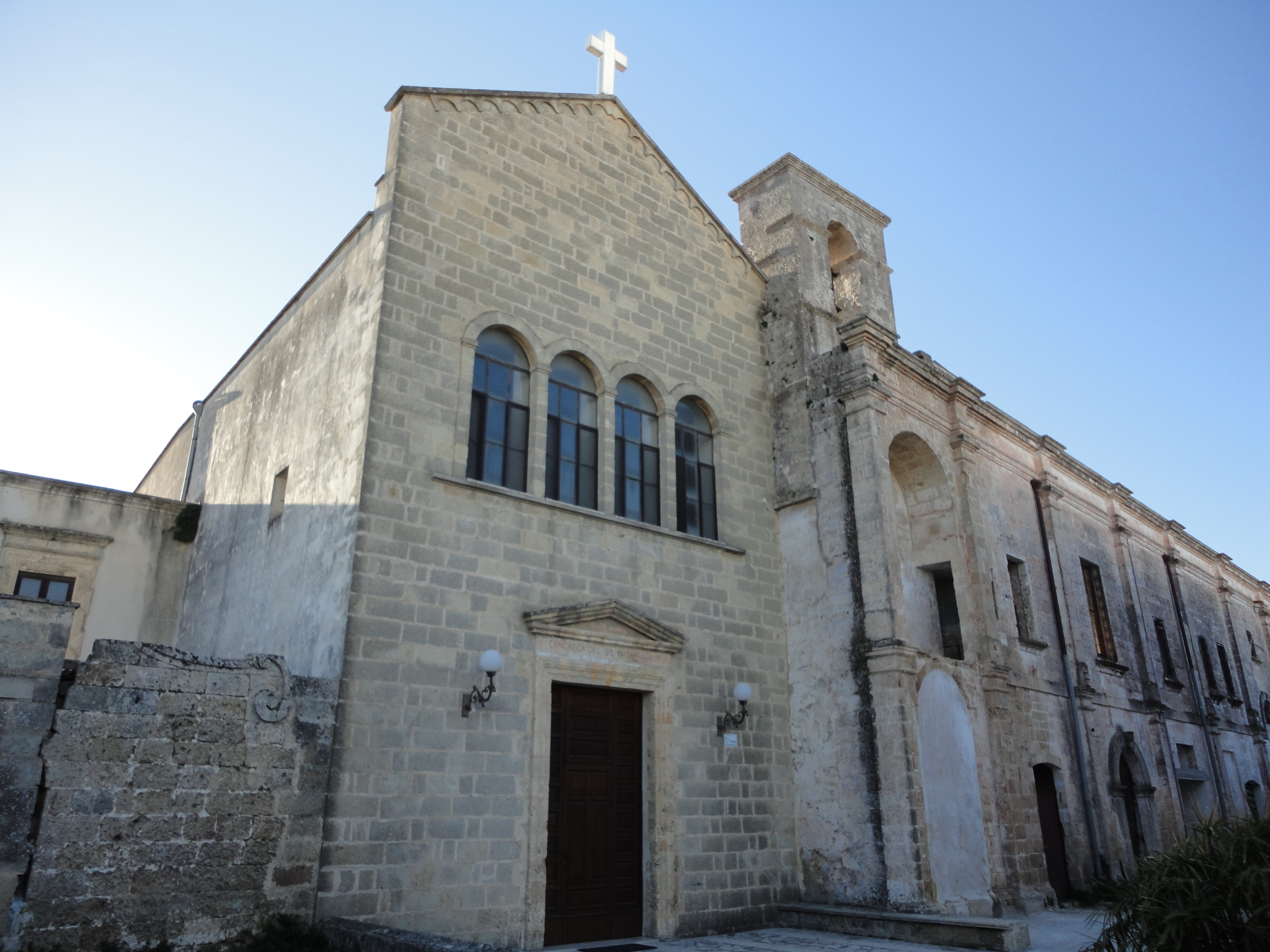
Église Sant'Antonio

### Architecture civile et militaire

#### Palazzo Ducale
Le Palazzo Ducale fut un centre culturel important durant le règne de la famille Gonzague sur la ville. Il s'agit d'un bâtiment fortifié qui comporte néanmoins plusieurs éléments de décorations. Il fut construit à la fin du XVe siècle, sous la domination des seigneurs féodaux Del Balzo, dont les armoiries, avec l'étoile à seize branches, sont insérées dans les chapiteaux des pilastres des grandes fenêtres. Des fenêtres du XVe siècle sont généralement attribuées à Giuliano da Maiano.